# 类白血病反应
类白血病反应（英語：Leukemoid Reaction），是描述一类白细胞总量的增加、或白细胞增多症（英語：leukocytosis），其为一种因压力或感染而引起的生理反应，而非一种譬如白血病之类的血液癌症。其增长的白细胞可能是淋巴细胞或粒细胞。

## 定义与诊断
依惯例而言，如果白细胞总量超过50,000 WBC/mm3并伴有大量的未成熟中性粒细胞前体细胞数量显著增大，可以被称为类白血病反应。在外周血涂片上可能会显示粒细胞（myelocyte）、晚幼粒细胞（metamyelocyte）、早幼粒细胞（promyelocyte）和少量的原始粒细胞（myeloblasts）；但是这些均是一类未成熟中性粒细胞前体细胞，而非急性白血病中常见的非成熟细胞形态。血清白细胞中的碱性磷酸酶会在类白血病反应中数据提高，但是在慢性粒细胞性白血病（chronic myelogenous leukemia）中则会降低。在骨髓穿刺检查（bone marrow biopsy）中，骨髓细胞会显示过量增加，但在其他方面则表现正常。
类白血病反应通常是良性的，并对人体本身并不危险，尽管其仍是一些重大疾病状况而引发的一种身体反应。然而，类白血病反应仍然与一些更严重的疾病特征相似，比如慢性粒细胞性白血病，其可以在外周血涂片上上呈现出类似癌症的性状。
多种方法与途径，包括白细胞碱性磷酸酶指数（leukocyte alkaline phosphatase score）和嗜碱性情况，可以用于区分慢性粒细胞性白血病与类白血病反应。白细胞碱性磷酸酶指数在类白血病反应中显得较高，但在慢性粒细胞性白血病则会较低。但是，至今用于检验成人人体的此两类区别，则是通过细胞遗传学（cytogenetics）分析、荧光原位杂交（Fluorescent in situ hybridization）、聚合酶链式反应（Polymerase chain reaction）等试验分析BCR基因和ABL基因是否融合而形成费城染色体（Philadelphia chromosome）。在疾病无法确诊的情况，须有血液学专家和肿瘤科专家参与会诊。

## 引起类白血病反应的病因
类白血病反应通常是一些深层的身体问题而引发的反应。其病因包括：
- 出血
- 药物
  - 使用磺胺类药物
  - 使用氨苯砜药物
  - 使用糖皮质激素
  - 使用粒细胞集落激素（G-CSF）或相关激素
  - 使用反式维甲酸（All-trans retinoic acid）
- 感染
  - 艰难梭状芽胞杆菌（Clostridium difficile）
  - 肺结核
  - 百日咳
  - 传染性单核细胞增多症（以淋巴细胞增多为主）
  - 内脏幼虫移行症（Visceral Larva Migrans）（以嗜酸性粒细胞增多为主）
- 无脾
- 糖尿病酮症酸中毒
- 器质性坏损
  - 肝脏坏损
  - 缺血性结肠炎（Ischemic colitis）
- 婴儿的21三体综合征症状（几率约10%）
- 腫瘤伴隨症候群（极少）

## 相关
- 中性粒细胞
- 白细胞增多症
- 白血病